# Pachyglossa grolleana
Pachyglossa es un género monotípico de musgos hepáticas perteneciente a la familia Geocalycaceae. Su única especie Pachyglossa grolleana, es originaria del sur del Antártico.

## Taxonomía
Pachyglossa grolleana fue descrita por Jiří Váňa  y publicado en Cryptogamie Bryologie 26: 86. 2005.